# Kertes László
Kertes László, Krischneider (Esztergom, 1937. május 8. – 2015. január 26.) labdarúgó, edző, a Dorogi FC Örökös Tagja, egyszeres B-válogatott.

## Pályafutása

### Labdarúgóként
A hivatásszerű sportolást szülővárosában, a harmadosztályban szereplő Esztergomi Vasas csapatában kezdte. Az ígéretes és jó képességű játékosra felfigyelt a Dorogi Bányász és 1958-ban leigazolta még Krischneider László néven. A Kertes nevet Dorogon vette fel, ahol a Bányásznál töltött évei egybe estek a dorogi klub legdicsőbb időszakával. A csapattal Vidék Legjobbja címet nyert, a brüsszeli Húsvét Kupa-győztese, az olaszországi Rappan Kupa második helyezettje, egyben minden idők legjobbnak tartott dorogi gárdának, a Dorogi Aranycsapat tagja, amellyel az NB I-ben elért 4. hely a csapat történetének legjobb helyezése. Pályafutásának csúcsa a fenn említett nemzetközi kupateljesítménye, ahol a döntőben az ő góljával győzték le a Bayern Münchent. Ezen kívül emlékezetes mérkőzése, amikor bajnoki címtől ütötték el a Ferencvárost 1963-ban, ahol ő is góllal járult hozzá a győzelemhez, egyben a Győr bajnoki címéhez. 1958 és 1964 között 125 alkalommal szerepelt NB I-es mérkőzésen a Dorog színeiben és 33 gólt szerzett. Bekerült a B válogatottba is, ahol egyszer lépett pályára. 1964-ben visszaigazolt az anyaegyesületéhez, ahol továbbra is a harmad osztályban szerepelt. Az aktív labdarúgást az 1960-as évek végén fejezte be. Polgári végzettsége vasesztergályos szakmunkás. Dorogi évei alatt a Dorogi Szénbányáknál, a mozdonyszínben dolgozott.

### Edzőként
Edző képesítést szerzett és nem sokkal az aktív játék felhagyása után már vezetőedzője volt csapatának 1971-ben. Az edzői bemutatkozása azonban nem sikerült túl szerencsésre, mert csapata kiesett a harmadosztályból. A bajnokság végén edzőcserére került sor, azonban 1980-ban újra ő lett a vezetőedző. Ezúttal három éven át maradt a kispadon és ebben az időszakban érte el a legemlékezetesebb edzői sikerét, miután a nagy múltú egykori csapata, a Dorog ellen nyertek a tanítványai NB III-as bajnoki mérkőzésen, mégpedig 5:1 arányban 1983-ban. A mérkőzésnek több érdekessége is volt. Egyrészt ekkor tudott először nyerni az Esztergom a Dorog ellen, ráadásul kiütéses győzelemmel, másrészt, ahogy akkoriban a szurkolók megjegyezték a "Kisdorog" játszott a "Nagydorog" ellen, ugyanis az esztergomi csapat játékosai közül egy csapatra valóan egykor a Dorog labdarúgói voltak, mint a Peszeki testvérek (Jenő és Géza), a Hernádi fivérek (Gyula és János), valamint Morecz, Ormándi, Vígh, Bankó. Kertes edző fiai az idény első hazai mérkőzésén Peszeki Jenő vezetésével huszáros rajtot véve alaposan meglepték a kissé későn eszmélő dorogiakat így 2:0-s előnnyel zárult a félidő. A második játékrészben feltámadt a Dorog és nyomasztó fölénybe került. Sikerült szépíteniük, majd levegőben lógott az egyenlítés, amikor egy jól eltalált távoli szabadrúgás-góllal újra két gólra nőtt a hazaiak előnye. A kitámadó és a védekezést szinte teljesen felhagyó dorogiakat gyors kontrákkal újabb két góllal terhelték meg. A bajnokságban azonban nem következett jó folytatás, így az őszi szezon után ismét edzőcsere történt. 1988-ban, immár harmadszor is az esztergomiak vezetőedzője lett egy év erejéig. A felnőttek tréningezése mellett az utánpótlás terén is sokat tevékenykedett.

## Rekord
A világon az egyetlen olyan labdarúgó, akinek sikerült mesterhármast lőnie Grosics Gyula kapujába, mégpedig egy Dorog-Tatabánya NB I-es bajnoki mérkőzésen 1961. augusztus 13-án.